# アベル＝フランソワ・ポワソン・ド・ヴァンディエール
アベル＝フランソワ・ポワソン・ド・ヴァンディエール（仏: Abel-François Poisson de Vandières, marquis de Marigny, 1727年2月18日 - 1781年5月12日）は、18世紀フランスで活動したブルジョワ階層出身の貴族。ポンパドゥール夫人の弟である。のちに父に贈られた領地を相続し、マリニー侯爵（marquis de Marigny）となったが、後にメナール侯爵（marquis de Menars）と称した。

## 概歴
アベル＝フランソワはフランソワ・ポワソンとその妻ルイーズ＝マドレーヌ・ド・ラ・モットの息子。姉にジャンヌ＝アントワネット、のちのポンパドゥール夫人がいた。父が疑獄事件に関わってフランスを追放されてからはシャルル＝フランソワ・ポール・ル・ノルマン・ド・トゥルネームの保護を受けた。彼らの家族同様の交際は父フランソワの帰国後も継続した。
姉と同様に、彼は豊かなブルジョアの息子として優れた教育を受けていた。姉がルイ15世の公妾として国王の寵愛を受けるようになると、彼もその恩恵に与り、トゥルネームが王室造営物総監に任じられるのと同時に、いずれ彼がトゥルネームの後継者としてその職を引き継ぐと決められた。また、彼は姉の夫シャルル＝ギヨーム・ル・ノルマン・デティオールとも仲がよく、デティオールが姉と絶縁してからも交友関係は続き、姉の死後まで付き合いがあった。
1749年から2年間、彼は姉の後援を得てイタリア遊学（いわゆるグランドツアー）に出た。この旅には建築家ジャック＝ジェルマン・スフロー、銅版画家シャルル＝ニコラ・コシャン、評論家アベ・ルブランらが同行した。これにより彼は、もともと備わっていた文化と芸術に対する教養をより深め、のちの業績に活かすこととなった。
1751年にトゥルネームが亡くなるとマリニーは王室造営物総監の役職を継いだ。これは国王の指示した建造物の建設実行を計画、監督するという職務であったが、彼が実際に建設進行を監督したもののなかには、姉が国王に建てさせた城館も多く含まれていた。トゥネームがその職にあった間に、その組織や経理について改善を行っており、彼は恵まれた状態で仕事を行うことができた。彼の手がけた案件のうち、姉のために建てられた城館のほとんどは革命時代に取り壊されてしまったが、現在でも複数のすぐれた建物が現存している。また彼は姉の様々な調度品や美術品の収集や制作依頼にも関わり、優れた手腕を発揮した。
マリニーは基本的に姉にとても従順だったが、二つのことでは姉の意見に逆らって自分の考えを通した。一つは、姉が彼を大臣の職に就けようとした際に、それを拒否したことである。ポンパドゥール夫人はその愛妾の座にあった後半期には政治全般にきわめて深く関わっており、信用できない今の大臣たちに代わって、身内であるマリニーを入閣させようとした。しかし彼は、自身に政治家としての力量がないことを自覚しており、自分が大臣になって失敗したら政敵に恰好の攻撃材料を与えることになり、また逆に成功しても彼らは巧みにそのことを姉から切り離してしまうだろうといって、彼女にとってメリットにはならないと、これを断った。
もう一つは、マリニーの結婚問題であった。ポンパドゥール夫人は弟に有力な家系の娘を娶らせることで、自分の家を貴族として栄えさせることを望んでいた。しかし弟は、結婚相手は自分で決めるといって、姉の提案した縁談をすべて拒否し、姉をしばしば怒らせた。
1764年、姉のポンパドゥール夫人が死去したとき、マリニーは国王に辞職願を出し、宮廷を去ろうとした。しかし国王は、マリニーに引き続きその職に留まるよう命じたため、結局1773年まで在職し続けた。
姉の死去により、彼は複数の城館と大量の工芸品、美術品、家具その他の遺産を相続した。ある程度の数の品々はその後、売却された。マリニーはポンパドゥール夫人が晩年に建てさせたメナールの城館に住み、のちにマリニー侯爵でなくメナール侯爵と称するようになった。1767年に彼は、自分で見つけた相手と結婚したが、結局この結婚はうまくいかず、別居に至った。
1781年にマリニーが死んだあと、財産はポワソン家の従兄弟に引き継がれたが、その際遺品の数々は売りに出されたため、最終的にポンパドゥール夫人のコレクションは散逸した。